# Pippi (film)
Pippi – szwedzko-niemiecki film familijny z 1969 roku w reżyserii Olle Hellboma na podstawie powieści Pippi Pończoszanka Astrid Lindgren. Kinowa wersja serialu o tym samym tytule.
Polska premiera odbyła się w maju 1971 roku.

## Obsada
- Inger Nilsson – Pippi Långstrump
- Pär Sundberg – Tommy
- Maria Persson – Annika
- Margot Trooger – ciotka Prusselina
- Gun Arvidsson – ciotka Prusselina (głos)
- Hans Clarin – Grom Karolek
- Gösta Prüzelius – Grom Karolek (głos)
- Paul Esser – Blom
- Hans Lindgren – Blom (głos)
- Beppe Wolgers – ojciec Pippi
- Ulf G. Johnsson – policjant Kling
- Per Sjöstrand – policjant Kling (głos)
- Göthe Grefbo – policjant Klang

## Wersja polska
Opracowanie: Studio Opracowań Filmów w Warszawie

Reżyseria: Zofia Dybowska-Aleksandrowicz

Dialogi polskie: Jan Moes

Teksty piosenek: Zbigniew Stawecki

Operator dźwięku: Zdzisław Siwecki

Montaż: Anna Szatkowska

Kierownik produkcji: Tadeusz Simiński

Obsada:
- Ewa Złotowska – Pippi Lånstrump
- Filip Łobodziński – Tommy
- Justyna Dąbrowska – Annika
- Mirosława Dubrawska – ciotka Prusselina
- Andrzej Gawroński – Grom Karolek
- Jerzy Tkaczyk – Blom
- Tadeusz Bartosik – ojciec Pippi
- Jerzy Molga – policjant Kling
- Zdzisław Tobiasz – policjant Klang